# Coxicerberus delamarei
Coxicerberus delamarei är en kräftdjursart som först beskrevs av Adolf Remane och Siewing 1953.  Coxicerberus delamarei ingår i släktet Coxicerberus och familjen Microcerberidae. Inga underarter finns listade i Catalogue of Life.